# Twinnit
Twinnit (IMA-Symbol Twi) ist ein selten vorkommendes Mineral aus der Mineralklasse der „Sulfide und Sulfosalze“ mit der idealisierten chemischen Zusammensetzung PbSbAsS4 und damit chemisch gesehen eine sulfidähnliche Verbindung aus Blei, Antimon, Arsen und Schwefel, die strukturell zu den Sulfosalzen gehört.
Twinnit kristallisiert im orthorhombischen Kristallsystem, allerdings konnten bisher keine mit bloßem Auge sichtbaren Kristalle gefunden werden. Im Allgemeinen tritt er in Form von Mineral-Aggregaten aus unregelmäßigen Körnern und polysynthetischen Zwillingen bis etwa 1,5 mm Größe auf. Das Mineral ist in jeder Form undurchsichtig (opak) und zeigt auf den Oberflächen der schwarzen, im Auflicht auf polierten Flächen auch weißen, Körner einen metallischen Glanz. Seine Strichfarbe ist allerdings eher bräunlichschwarz.

## Etymologie und Geschichte
Entdeckt wurde Twinnit erstmals in Mineralproben aus dem Steinbruch Taylor Pit bei Madoc in der kanadischen Provinz Ontario. Analysiert und erstbeschrieben wurde das Mineral durch John Leslie Jambor (1936–2008), der mit dessen Namenswahl eine doppelte Bedeutung im Sinn hatte. Einerseits wollte er damit den im Jahr der Erstbeschreibung verstorbenen Robert Mitchell Thompson (1918–1967) ehren. Thompsons Nachname bedeutet „Sohn von Thomas“, wobei „Thomas“ wiederum aus dem Aramäischen stammt und „Zwilling“ bedeutet. Andererseits wollte Jambor auch auf die häufig vorkommende polysynthetische Zwillingsbildung beim Twinnit anspielen.
Nach Anerkennung durch die International Mineralogical Association (interne Eingangsnummer der IMA: 1966-017) veröffentlichte er seine Erstbeschreibung 1967 unter dem Titel New lead sulfantimonides from Madoc, Ontario. Part 2, in der auch Guettardit, Launayit, Playfairit, Sorbyit und Sterryit erstbeschrieben wurden.
Das Typmaterial des Minerals wird im Geological Survey of Canada (GSC) in Ottawa unter der Inventarnummer 12175 (HT) aufbewahrt.
Die seit 2021 ebenfalls von der IMA/CNMNC anerkannte Kurzbezeichnung (auch Mineral-Symbol) von Twinnit lautet „Twi“.

## Klassifikation
Bereits in der veralteten 8. Auflage der Mineralsystematik nach Strunz gehörte der Twinnit zur Mineralklasse der „Sulfide und Sulfosalze“ und dort zur Abteilung „Komplexe Sulfide (Sulfosalze)“, wo er gemeinsam mit Boulangerit, Dadsonit, Fülöppit, Guettardit, Heteromorphit, Jamesonit, Launayit, Madocit, Meneghinit, Plagionit, Playfairit, Robinsonit, Semseyit, Sorbyit, Sterryit, Tintinait, Veenit und Zinkenit in der „Jamesonit-Boulangerit-Gruppe (Bleiantimonspießglanze)“ mit der Systemnummer II/D.07 steht.
In der zuletzt 2018 überarbeiteten Lapis-Systematik nach Stefan Weiß, die formal auf der alten Systematik von Karl Hugo Strunz in der 8. Auflage basiert, erhielt das Mineral die System- und Mineralnummer II/E.25-050. Dies entspricht ebenfalls der Abteilung „Sulfosalze (S : As,Sb,Bi = x)“, wo Twinnit zusammen mit Argentoliveingit, Barikait, Carducciit, Dekatriasartorit, Enneasartorit, Guettardit, Hendekasartorit, Heptasartorit, Hyršlit, Incomsartorit, Liveingit, Marumoit, Polloneit, Rathit und Sartorit eine unbenannte Gruppe mit der Systemnummer II/E.25 bildet.
Die von der International Mineralogical Association (IMA) zuletzt 2009 aktualisierte 9. Auflage der Strunz’schen Mineralsystematik ordnet den Twinnit dagegen in die neu definierte Abteilung „Sulfosalze mit SnS als Vorbild“ ein. Diese ist weiter unterteilt nach den in der Verbindung vorherrschenden Metallen. Das Mineral ist hier in der Unterabteilung „Nur mit Blei (Pb)“ zu finden, wo es zusammen mit Guettardit und Sartorit die „Sartoritgruppe“ mit der Systemnummer 2.HC.05a bildet.
In der vorwiegend im englischen Sprachraum gebräuchlichen Systematik der Minerale nach Dana hat Twinnit die System- und Mineralnummer 03.07.08.03. Das entspricht ebenfalls der Klasse der „Sulfide und Sulfosalze“ und dort der Abteilung „Sulfosalze“. Hier findet er sich innerhalb der Unterabteilung „Sulfosalze mit dem Verhältnis z/y = 2 und der Zusammensetzung (A+)i(A2+)j[ByCz], A = Metalle, B = Halbmetalle, C = Nichtmetalle“ in der „Sartoritgruppe“, in der auch Sartorit, Guettardit und Marumoit eingeordnet sind.

## Kristallstruktur
Twinnit kristallisiert in der orthorhombischen Raumgruppe Pnmn (Raumgruppen-Nr. 58, Stellung 5) mit den Gitterparametern a = 19,60 Å; b = 7,98 Å und c = 8,57 Å sowie 8 Formeleinheiten pro Elementarzelle.

## Bildung und Fundorte
Twinnit bildet sich in Marmor zusammen mit anderen Bleisulfantimoniden. Als Begleitminerale können unter anderem Aktashit, Auripigment, Baumhauerit, Chabournéit, Cinnabarit, Fluorit, Galenit, Guettardit, Laffittit, Madocit, Parapierrotit, Pierrotit, Playfairit, Pyrit, Quarz, Quatrandorit (ehemals Andorit), Realgar, Routhierit, Smithit, Sorbyit, Sphalerit, Stibnit, Wakabayashilith und Zinkenit auftreten.
Als seltene Mineralbildung konnte Twinnit nur an wenigen Orten nachgewiesen werden, wobei weltweit bisher rund 30 Vorkommen dokumentiert sind (Stand 2025). Außer an seiner Typlokalität im Steinbruch Taylor Pit bei Madoc (Ontario) konnte das Mineral in Kanada noch in der Gold-Lagerstätte Hemlo und der zugehörigen David Bell Mine bei Bomby im Thunder Bay District in Ontario, der polymetallischen Lagerstätte Stardust im Bergbaubezirk Omineca südöstlich vom Omineca Provincial Park in British Columbia und der Gold-Zink-Blei-Lagerstätte Montauban in der Gemeinde Mékinac in Québec entdeckt werden.
Innerhalb von Europa kennt man Twinnit bisher aus der hydrothermalen polymetallischen Lagerstätte Čumavići bei Srebrenica in Bosnien und Herzegowina, Jas Roux in der südfranzösischen Gemeinde La Chapelle-en-Valgaudémar (Hautes-Alpes), der Prospektion Chiapili di sotto in der norditalienischen Gemeinde Ceresole Reale (Piemont), der „Reiche Silber Glück“-Stollen bei Dębowina (deutsch Eichau) in der Gemeinde Gmina Bardo (Niederschlesien) in Polen, der Gold-Prospektion Pakula in der Republik Karelien im europäischen Teil Russlands, der Antimon-Zink-Blei-Lagerstätte Rujevac bei Krupanj in Nordwestserbien, der Mina Casualidad bei Baños de Alhamilla (Gemeinde Pechina, Andalusien) in Spanien und der Silbergrube Sala in der gleichnamigen Gemeinde in der schwedischen Provinz Västmanlands län.
Weitere Fundorte liegen unter anderem in Armenien, Australien, Bolivien, China (Gansu, Guangxi), Indien, Iran, Kirgisistan, Mexiko und den USA (Nevada).